# Paolo Revelli
Paolo Revelli (Roma, Italia, 12 de abril de 1959) es un nadador retirado especialista en estilo libre y estilo mariposa. Fue olímpico durante tres Juegos Olímpicos consecutivos: 1976, 1980 y 1984.
Ganó tres medallas en los Campeonatos Europeos de Natación plata en 4x100 metros libres en el 1977 y dos bronces en el 1983 en 200 mariposa y 4x200 metros libres.

## Palmarés internacional
| Campeonato Europeo de Natación | Campeonato Europeo de Natación | Campeonato Europeo de Natación | Campeonato Europeo de Natación |
| Año                            | Lugar                          | Medalla                        | Prueba                         |
| ------------------------------ | ------------------------------ | ------------------------------ | ------------------------------ |
| 1977                           | Jönköping ( Suecia)            | Medalla de plata               | 4x100 m libres                 |
| 1983                           | Roma ( Italia)                 | Medalla de bronce              | 4x200 m libres                 |
| 1983                           | Roma ( Italia)                 | Medalla de bronce              | 200 m mariposa                 |